# Timea Bacsinszky
Timea Bacsinszky (ur. 8 czerwca 1989 w Lozannie) – szwajcarska tenisistka, srebrna medalistka igrzysk olimpijskich z Rio de Janeiro (2016) w grze podwójnej. Najwyżej sklasyfikowana na 9. pozycji w rankingu gry pojedynczej, w deblu zaś na 36. miejscu.
Profesjonalistką była od października 2004. Zwyciężyła w czterech turniejach WTA w grze pojedynczej, natomiast w trzech docierała do finału. Trzynastokrotnie triumfowała w imprezach ITF. W grze podwójnej wygrała w pięciu turniejach WTA Tour – w Budapeszcie, w Pradze, dwukrotnie w Luksemburgu (2010, 2014) oraz w Petersburgu, ponadto pięciokrotnie występowała w innych finałach. Osiągnęła też dwa finały zawodów cyklu WTA 125K series w grze podwójnej, z czego jeden wygrała. Reprezentantka kraju w Pucharze Federacji i Igrzyskach Olimpijskich w Pekinie. 16 lipca 2021 ogłosiła zakończenie kariery tenisowej.

## Kariera

### Kariera juniorska
Bacsinszky rozpoczęła swoją karierę w turnieju w Beaulieu, gdzie po przejściu eliminacji przegrała w finale. Dzięki „dzikiej karcie” zadebiutowała w Wielkim Szlemie – podczas French Open 2002, odpadając w pierwszej rundzie. W lipcu 2002 zwyciężyła w imprezie w Berlinie.
W styczniu 2003 przegrała w ćwierćfinale w San Jose z Michaëllą Krajicek. Podczas French Open odpadła w 1/8 finału, zostając pokonana przez Annę-Lenę Grönefeld. Dwa tygodnie później, doszła do drugiej rundy Wimbledonu. W 2004 przegrała w półfinale Australian Open i French Open, zaś w US Open w trzeciej rundzie. Podczas mistrzostw Europy juniorek w Klosters zdobyła srebrny medal (w grze podwójnej również przegrała w finale).
Na początku 2005, po przegranej z Wiktoryją Azaranką w finale turnieju w Melbourne i półfinale Australian Open w singlowym rankingu ITF awansowała na 13. miejsce – najwyższe w karierze.

### Kariera seniorska

#### 2003-2005
Pierwszy seniorski turniej, w którym zagrała Bacsinszky, była impreza ITF w Vaduz. Skreczowała wówczas przy stanie 2:5 w meczu pierwszej rundy z Caroline Maes. W deblu również przegrała w pierwszym pojedynku (grała w parze z Rominą Oprandi). W Dublinie, po przejściu eliminacji, przegrała w drugiej rundzie, zaś we Wrexham, również jako kwalifikantka, wygrała cały turniej. W październiku zagrała pierwszy raz w turnieju WTA, w Zurychu – została pokonana w drugiej rundzie kwalifikacji.
Sezon 2004 rozpoczęła od zwycięstwa w turnieju w Dinan, pokonując Cipporę Obziler w finale. Następnie, odpadła w drugiej rundzie w Biarritz i w pierwszej rundzie w Strasburgu. W sierpniu, wygrała trzeci turniej ITF w karierze, w Martina Franca. W Zurychu, została pokonana w pierwszym meczu przez Nathalie Dechy. Tydzień później, przegrała w 1/4 finału w Stambule. W ostatnim występie w 2004 przegrała w II rundzie kwalifikacji w Poitiers.
Podczas Australian Open 2005 zadebiutowała w seniorskich rozgrywkach Wielkiego Szlema, przegrywając z Galiną Woskobojewą w pierwszej rundzie. Następnie, grając z dziką kartą, doszła do drugiej rundy w Dinan. W kwietniu, przegrała w finale turnieju w Biarritz. W imprezie w Stambule została pokonana przez Oksanę Lubcową. Po przejściu eliminacji przegrała w 1/4 finału w Deauville.

#### 2006
Rok 2006 rozpoczęła od udanych eliminacji do ITFu w Sztokholmie, przegrywając później w pierwszej rundzie. W grze podwójnej, w parze z Aurélie Védy wygrała cały turniej. Następnie, w Biberach, również po przejściu kwalifikacji, została pokonana w drugiej rundzie. W kwietniu, w Dinan odniosła czwarte zwycięstwo turniejowe, wygrywając w finale z Jarosławą Szwiedową. Miesiąc później, grając jako kwalifikantka, w turnieju głównym pokonała m.in. Julianę Fedak i Aravane Rezaï, wygrała kolejny turniej w karierze.
W maju, dzięki „dzikiej karcie” od organizatorów, zagrała w turnieju WTA w Strasburgu. W pierwszej rundzie pokonała Lisę Raymond 5:7, 6:2, 6:1, by w drugiej przegrać z Nicole Vaidišovą. Dwa tygodnie później, w Gorizii, doszła do 1/2 finału. W eliminacjach do imprezy w Stuttgarcie przegrała w drugiej fazie.
Podczas turnieju WTA w Zurychu wygrała trzy mecze kwalifikacyjne i awansowała do turnieju głównego. W I rundzie pokonała Anastasiję Myskinę 6:3, 6:3. W drugiej wygrała ze Francescą Schiavone, po kreczu rywalki przy stanie 6:4. W 1/4 finału została pokonana przez Mariję Szarapową, późniejszą zwyciężczynię. W dwóch ostatnich turniejach, w Bratysławie i Poitiers odpadała w drugich rundach.

#### 2007
Kolejny sezon rozpoczęła od przegranej z Renatą Voráčovą w trzeciej rundzie eliminacji do Australian Open. W Paryżu odpadła w pierwszej rundzie kwalifikacji. Na kortach ziemnych w Dinan została pokonana w ćwierćfinale przez Karin Knapp. Podczas turnieju w Cagnes-sur-Mer odniosła 6. zwycięstwo w karierze. W drodze po tytuł pokonała m.in. rozstawioną z „dwójką” Jelenę Wiesninę.
W eliminacjach do imprezy w Pradze w pierwszej rundzie pokonała Nehę Uberoi, by w drugiej przegrać z Andreą Hlaváčkovą. Dwa tygodnie później, w Fez doszła do II rundy. Po przejściu eliminacji do French Open przegrała w drugiej rundzie z rozstawioną z numerem 23., Francescą Schiavone 3:6, 6:7(5). Po tym turnieju została pierwszy raz sklasyfikowana w pierwszej setce rankingu – na 89. miejscu.
W Barcelonie odpadła w pierwszej rundzie, po porażce z Émilie Loit.
Podczas Ordina Open w ’s-Hertogenbosch odpadła w drugiej rundzie eliminacji. Na Wimbledonie została pokonana w pierwszej rundzie przez Wierę Duszewinę. W kolejnym turnieju zagrała miesiąc później, na US Open, przegrywając z turniejową „siódemką”, Nadieżdą Pietrową. W Denain, grając jako najwyżej rozstawiona, odpadła w 1/2 finału. Tydzień później, w Bordeaux, przegrała w drugiej rundzie.
W kolejnych turniejach, w Luksemburgu i w Stuttgarcie, odpadała w drugiej rundzie kwalifikacji. Grając dzięki „dzikiej karcie”, w Zurychu zagrała od razu w turnieju głównym – przegrała w pierwszej rundzie z Aloną Bondarenko 6:1, 3:6, 3:6. Podczas Generali Ladies Linz została wyeliminowana w II rundzie kwalifikacji. Na początku listopada, przegrała w drugiej rundzie w Deauville.

#### 2008
Rok 2008 rozpoczęła w Gold Coast, turniejem Mondial Australian Women’s Hardcourts. Po przejściu eliminacji, odpadła w pierwszej rundzie. Tydzień później, w Sydney, przegrała w II fazie kwalifikacji. W Australian Open, po wygraniu trzech meczów eliminacyjnych, doszła do drugiej rundy turnieju głównego, gdzie przegrała z Hinduską Sanią Mirzą w trzech setach.
Po występie w Melbourne, po raz pierwszy awansowała do pierwszej setki rankingu WTA – na 93. miejsce. Na początku lutego zagrała w Paryżu. Odpadła wówczas w drugiej rundzie eliminacji. Siedem dni później, grając jako kwalifikantka doszła do półfinału turnieju w Antwerpii. Po drodze pokonała, sklasyfikowaną wtedy na 8. miejscu w klasyfikacji singlistek, Danielę Hantuchovą. W walce o finał, przegrała z najwyżej rozstawioną zawodniczką – Justine Henin. W kolejnych czterech turniejach – w Dubaju, Miami, Amelia Island oraz Charleston – przegrywała w pierwszej rundzie.

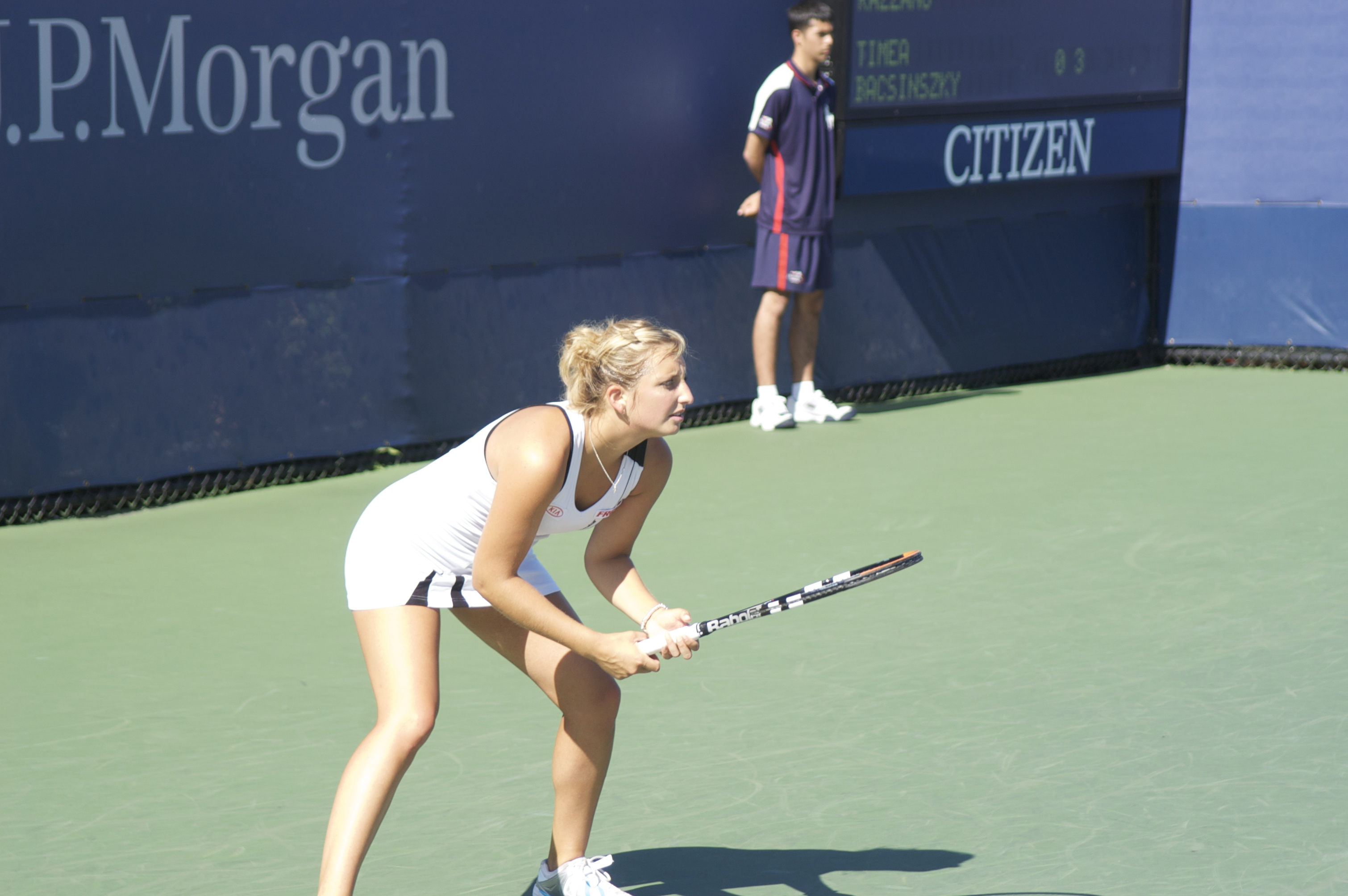
Bacsinszky podczas US Open 2008

Pod koniec kwietnia, w pierwszej rundzie turnieju Grand Prix de SAR w Fez pokonała Nadię Lalami, zaś w drugiej rundzie została pokonana przez Petrę Cetkovską. W turniejach w Berlinie oraz Rzymie przegrywała w eliminacjach. Na kortach ziemnych w Strasburgu, po pokonaniu Jeleny Dokić, Yan Zi oraz Alony Bondarenko, doszła do 1/2 finału. W wielkoszlemowym French Open, dzięki wysokiemu rankingowi, zagrała od razu w turnieju głównym. W pierwszej rundzie wygrała z Tamirą Paszek, aby w drugiej przegrać z Patty Schnyder.
Kolejnym występem Bacsinszky był trzeci w tym sezonie turniej Wielkiego Szlema – Wimbledon. Odpadła w drugiej rundzie, po przegranej z Jeleną Diemientiewą. Tydzień później, w Budapeszcie, została pokonana w pierwszym meczu. W sierpniu, reprezentowała Szwajcarię podczas Letnich Igrzyskach Olimpijskich w Pekinie. W pierwszej rundzie przegrała z turniejową „siódemką”, Amerykanką Venus Williams.
Tydzień później, przegrała w pierwszej rundzie Forest Hills Tennis Classic w Forest Hills. Podczas US Open doszła do trzeciej rundy, w której przegrała z późniejszą półfinalistką, Dinarą Safiną. W ostatnich dwóch występach, w Zurychu i Luksemburgu, odpadała w pierwszej rundzie.

#### 2009
Sezon 2009 Bacsinszky rozpoczęła turniejem Open Gaz de France w Paryżu. Odpadła tam w pierwszej rundzie, pokonana przez Monicę Niculescu. Na początku marca, doszła do 2. rundy BNP Paribas Open w Indian Wells, przegrywając z turniejową „dziewiątką”, Caroline Wozniacki. W Miami przegrała w pierwszej rundzie. Grając jako rozstawiona z numerem trzecim, odpadła w drugiej rundzie eliminacji do turnieju w Barcelonie.
Podczas drugiego turnieju wielkoszlemowego w tym roku, French Open odpadła w 1/64 finału (drugiej rundzie), po przegranej z rozstawioną z 25., Li Na. Podczas turnieju ITF w Marsylii została pokonana przez Masę Zec Peškirič w półfinale. Po drodze wygrała m.in. z najwyżej rozstawioną zawodniczką, Monicą Niculescu. Na Wimbledonie przegrała w drugiej rundzie z Marion Bartoli. W turnieju w Budapeszcie, po przejściu eliminacji, odpadła w 1/4 finału. Tydzień później, w Pradze, również grając jako kwalifikantka, doszła do półfinału, gdzie przegrała z turniejową „jedynką”, Francescą Schiavone. Podczas Istanbul Cup w Stambule przegrała w półfinale z Wierą Duszewiną.
W kolejnym turnieju Bacsinszky zagrała dopiero pod koniec sierpnia – podczas ITF-u w Bronksie. Przegrała tam w drugiej rundzie. Podobnie było również podczas US Open, gdzie przegrała w tej fazie z Danielą Hantuchovą. Dwa tygodnie później, w Sofii, odpadła w pierwszej rundzie. W Saint-Malo zagrała jako rozstawiona z „piątką”. Doszła tam do półfinału, gdzie została pokonana przez Alexandrę Dulgheru. Pod koniec września, w Atenach przegrała w II rundzie. Podczas FORTIS Championships Luxembourg w Luksemburgu odniosła pierwsze zwycięstwo w karierze w cyklu WTA Tour, pokonując w finale Sabine Lisicki. Tydzień później, w Urtijëi przegrała w 2. rundzie.
W grze podwójnej wygrała w trzech turniejach ITF – w Sofii, Saint-Malo i Urtijëi. Za każdym razem jej partnerką była Tathiana Garbin. Odpadła w dwóch finałach: w Marsylii (partnerowała jej Jelena Bowina) i w Atenach (w parze z Garbin). Zagrała w jednym turnieju Wielkiego Szlema, US Open, gdzie w parze z Alizé Cornet przegrały w pierwszej rundzie.

#### 2010
Pierwszym turniejem Bacsinszky w 2010 był Brisbane International w Brisbane. Doszła tam do drugiej rundy, w której przegrała z późniejszą półfinalistką, Aną Ivanović. Tydzień później, w Sydney, startując jako szczęśliwa przegrana („lucky loser”) odpadła w pierwszej rundzie. Podczas pierwszego turnieju wielkoszlemowego, Australian Open, została pokonana w pierwszym meczu przez Yvonne Meusburger.
Na początku lutego zagrała w Open GDF Suez, w Paryżu. Odpadła tam w pierwszej rundzie z Karoliną Šprem. W kolejnym turnieju, w Dubaju, również odpadła w pierwszej fazie turnieju głównego. Podczas BNP Paribas Open w Indian Wells przegrała w pierwszej rundzie z Kirsten Flipkens. Dwa tygodnie później, w Miami doszła do IV rundy, po drodze pokonując rozstawioną z „ósemką” Li Na.
W pierwszym turnieju w sezonie na nawierzchni ziemnej, Barcelona Ladies Open w Barcelonie odpadła w ćwierćfinale gry pojedynczej, zaś w deblu, grając w parze z Tathianą Garbin, doszła do finału, gdzie przegrały z Sarą Errani i Robertą Vinci. Trzy tygodnie później, w Rzymie, doszła do drugiej rundy, w której została pokonana przez liderkę rankingu, Serenę Williams. Podczas Mutua Madrileña Madrid Open w Madrycie odpadła w pierwszej rundzie eliminacji, w których była najwyżej rozstawiona. Tydzień później, w Warszawie przegrała w drugiej fazie turnieju głównego, z późniejszą zwyciężczynią Alexandrą Dulgheru. We French Open doszła do 2. rundy, gdzie przegrała z Dulgheru. W grze podwójnej, grając w parze z Garbin, przegrały w pierwszej rundzie z rozstawionymi z „dziewiątką”, Bethanie Mattek-Sands i Yan Zi.
W czerwcu, podczas Wimbledonu odpadła w pierwszej rundzie, po przegranej z Ediną Gallovits. Dwa tygodnie później, w Budapeszcie, przegrała w drugiej rundzie z Alizé Cornet. W Pradze była rozstawiona z numerem trzecim. Została pokonana w I rundzie przez Monicę Niculescu. W obu turniejach, grając w parze z Tathianą Garbin, odniosła zwycięstwa. W finale Gaz de France Budapest Grand Prix pokonały Soranę Cîrsteę i Anabel Medinę Garrigues, zaś w meczu finałowym ECM Prague Open wygrały z Monicą Niculescu i Ágnes Szávay. Tydzień później, w Bad Gastein, grając jako rozstawiona z „dwójką”, doszła do drugiego finału turniejowego w karierze. Przegrała w nim z Julia Görges w dwóch setach.
Podczas turnieju w Montrealu w pierwszej rundzie wygrała z Aleksandrą Wozniak, zaś w drugiej przegrała ze Swietłaną Kuzniecową. Podczas Pilot Pen Tennis w New Haven została pokonana w drugiej rundzie przez Mariję Kirilenko. W US Open odpadła w 1 rundzie singla, przegrywając z rozstawioną z numerem 21., Zheng Jie. W gry podwójnej, w parze z Garbin, po pokonaniu rozstawionych z 16. Hsieh Su-wei i Peng Shuai, doszły do trzeciej rundy, gdzie przegrały z późniejszymi finalistkami, Liezel Huber i Nadią Pietrową.
Dzięki „dzikiej karcie” od organizatorów, zagrała w turnieju ITF we francuskim Saint-Malo. Doszła do ćwierćfinału, gdzie oddała walkowerem mecz z Virginie Razzano. Tydzień później, w Tokio, przegrała w pierwszej rundzie z rozstawioną z numerem 13., Szachar Pe’er. W kolejnym turnieju, China Open w Pekinie, w pierwszym meczu pokonała Julię Görges. W drugiej rundzie wygrała z turniejową „ósemką”, Wiktoryją Azaranką, po kreczu rywalki przy stanie 3:2 w drugim secie. W 1/8 finału zwyciężyła z Jeleną Wiesniną, zaś w ćwierćfinale przegrała z Peer. W grze podwójnej, w parze z Garbin, odpadły w drugiej rundzie, przegrywając z późniejszymi triumfatorkami, Chuang Chia-jung i Olgą Goworcową.
Tydzień później, w imprezie ITF w belgijskim Torhout, doszła do 1/2 finału, gdzie przegrała z Simoną Halep. W ostatnim turnieju, FORTIS Championships Luxembourg w Luksemburgu odpadła w pierwszej rundzie gry pojedynczej, w której została pokonana przez Barborę Záhlavovą-Strýcovą. W grze podwójnej, wraz z Garbin, będąc turniejową „dwójką”, odniosły zwycięstwo, pokonując w finale Benesovą i Záhlavovą-Strýcovą – najwyżej rozstawione.

#### 2011

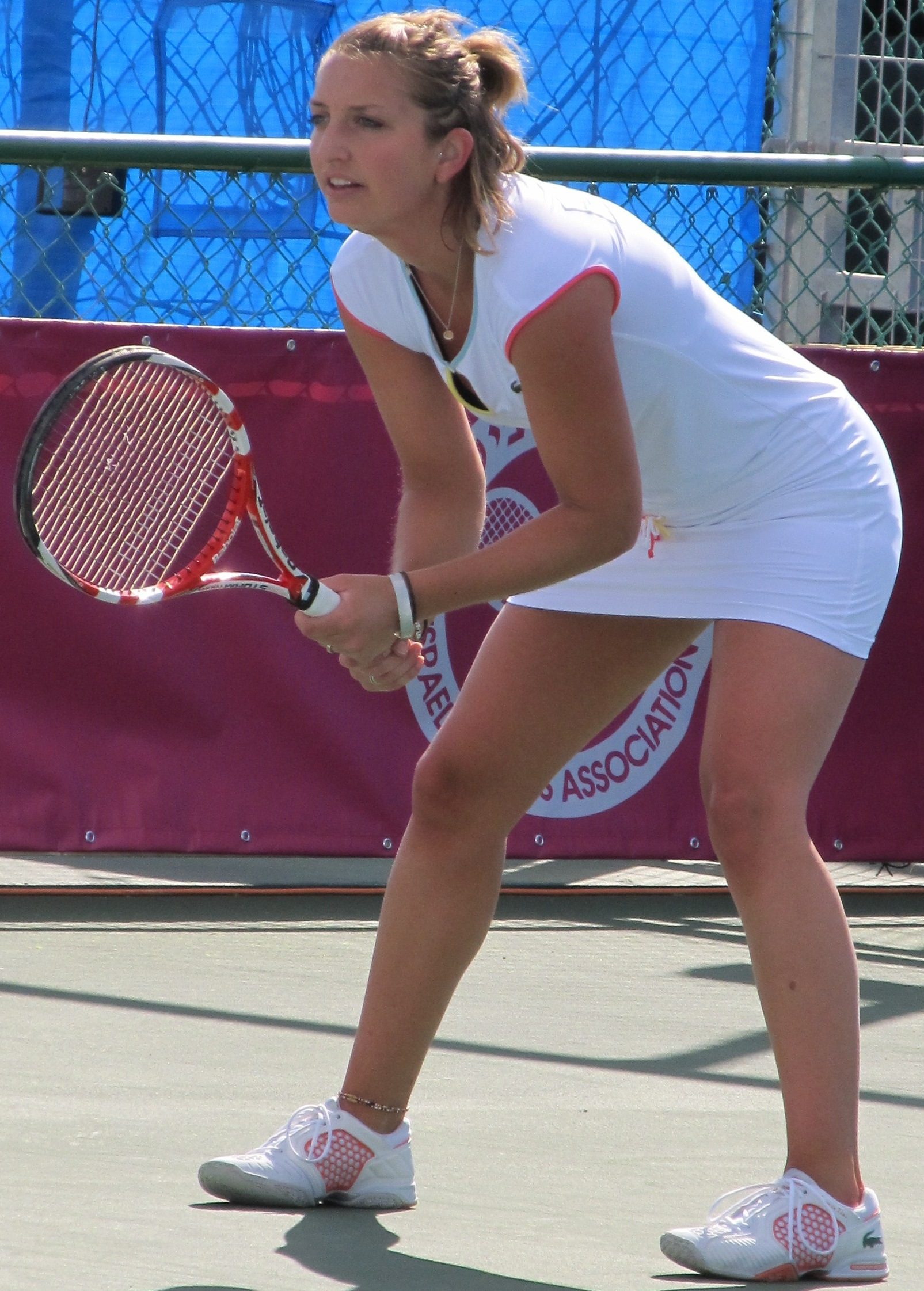
Bacsinszky podczas Pucharu Federacji w 2011

Sezon 2011 rozpoczęła turniejem Medibank International Sydney, gdzie przegrała w pierwszej fazie eliminacji z Rebeccą Marino. Podczas Australian Open została pokonana w I rundzie przez Monicą Niculescu. W grze podwójnej, wraz z Tathianą Garbin były rozstawione z numerem 16. Odpadły w drugiej rundzie z Alexandrą Dulgheru i Magdaléna Rybárikovą. Po tym turnieju Garbin zakończyła sportową karierę.
Na początku lutego, podczas Open GDF Suez w Paryżu, odpadła w pierwszych rundach gry pojedynczej oraz gry podwójnej, w której grała z Aurélie Védy. Podczas Dubai Tennis Championships przegrała w 2. rundzie z Marion Bartoli. Tydzień później, w Ad-Dauha, grając jako „lucky loser”, została pokonana przez Peng Shuai. W pierwszej rundzie w Indian Wells pokonała Olgę Goworcową. W drugiej przegrała z rozstawioną z numerem 3., Wierą Zwonariową. W zawodach w Nassau doszła do 1/4 finału. Podczas Sony Ericsson Open doszła do 2. rundy, gdzie została pokonana przez Dominiką Cibulkovą.
Pod koniec marca Bacsinszky wycofała się ze wszystkich turniejów z powodu kontuzji lewego kolana.

#### 2012
Do gry powróciła podczas turnieju w Acapulco, gdzie przegrała w pierwszej rundzie. W Indian Wells doszła do drugiej rundy, gdzie w meczu ze Swietłaną Kuzniecową musiała skreczować z powodu kontuzji prawego ramienia. Również w II rundzie odpadła w Fezie. Podczas Internazionali BNL d’Italia skreczowała w meczu z Sarą Errani.

#### 2015
Na początku tego sezonu szwajcarska tenisistka dotarła do finału turnieju kategorii WTA International Series w Shenzhen, jednak przegrała z Simoną Halep. W Australian Open dotarła do trzeciej rundy, w której uległa Garbiñe Muguruzie. Na przełomie lutego i marca zwyciężyła w dwóch turniejach singlowych, w Acapulco i Monterrey, dwukrotnie pokonując w finale Caroline Garcię. Dzięki temu w rankingu WTA Tour awansowała na 26. miejsce, wówczas najwyższe w karierze. Podczas turnieju w Indian Wells Szwajcarka kontynuowała kolejne zwycięskie spotkania, by ulec w ćwierćfinale Serenie Williams.
We French Open ponownie przegrała ze starszą z sióstr Williams, ale dotarła do najlepszej czwórki turnieju, a Wimbledon zakończyła na ćwierćfinale.
W ostatnim wielkoszlemowym turnieju US Open Bacsinszky odpadła w 1. rundzie z Barborą Strýcovą. W październiku zanotowała finał rozgrywek WTA Tour w Pekinie, lecz w nim przegrała z Garbiñe Muguruzą 5:7, 4:6.

#### 2016
Ten sezon Szwajcarka zainaugurowała turniejami w Australii (Brisbane i Sydney), jednakże występ każdego z nich kończyła po 1. rundzie. Poprawę formy nie przyniósł jej także start w wielkoszlemowym Australian Open, w którym odpadła w pojedynku o trzecią rundę z Anniką Beck.
Tenisistka w przerwie między startami w WTA Tour wystąpiła podczas wygranego pojedynku z Niemkami 3:2 w ćwierćfinale Pucharu Federacji, ale żadnego pojedynku nie wygrała.
W Dosze zawodniczka pokonała dwie rywalki.
Znaczna poprawa dyspozycji Bacsinszky nastąpiła w trakcie marcowych zawodów rangi Mandatory w Indian Wells i Miami, w którym dochodziła odpowiednio do 1/8 finału i półfinału, w drugim z nich pokonując po drodze m.in. Agnieszkę Radwańską.
W połowie kwietnia zawodniczka ponownie znalazła się w składzie półfinałowego spotkania Fed Cup z Czeszkami, ale w dwóch pojedynkach przegrała. Pod koniec tego samego miesiąca Bacsinszky triumfowała w Rabacie, tracąc w turnieju zaledwie jednego seta.

#### Puchar Federacji
W Pucharze Federacji Bacsinszky zadebiutowała w 2004 roku, podczas meczu Szwajcaria – Kanada. Rozegrała wówczas trzy mecze: jeden wygrała (z Marie-Ève Pelletier) oraz dwa przegrała (z Aleksandrą Woźniak i parą Mélanie Marois i Pelletier). Szwajcarki pokonały Kanadę 3:2. Drugi raz w barwach Szwajcarii zagrała rok później, w ćwierćfinale drugiej Grupy Światowej, ze Słowaczkami, zdobywając wszystkie trzy punkty. W lipcu, w pojedynku z Austrią wygrała z Yvonne Meusburger i przegrała z Tamirą Paszek.
Podczas 1/4 finału Grupy Światowej II w 2006, Szwajcaria – Japonia, rozgrywanym w Tokio, zdobyła jedyny punkt dla Szwajcarek, wygrywając z Shinobu Asagoe. W meczu o utrzymanie z Australijkami, przegrała trzy pojedynki: z Nicole Pratt, Samanthą Stosur i duetem Alicia Molik/Rennae Stubbs (grała w parze ze Stefanią Boffą). W 2007 zagrała obydwu meczach grupowych w Strefie Euroafrykańskiej. Z Dunkami wygrała mecz deblowy, zaś z Rumunkami przegrała z Mădăliną Gojneą. Dwa lata później, w Zurychu, przegrała dwa mecze singlowe w pojedynku z Niemkami – z Sabine Lisicki i Anną-Leną Grönefeld.
Łącznie w reprezentacji rozegrała 53 mecze, 39 w grze pojedynczej i 14 w grze podwójnej. Wygrała dwadzieścia osiem pojedynków, zaś przegrała dwadzieścia pięć.

## Życie prywatne
Timea Bacsinszky zaczęła grać w tenisa w wieku 3 lat pod wpływem matki, Suzanne – dentystki pochodzenia węgierskiego. Jej ojciec, Igor, jest pochodzącym z Siedmiogrodu instruktorem tenisa. Ma troje rodzeństwa – dwie siostry, Sophie i Melindę, oraz brata, Daniela. Włada pięcioma językami: włoskim, francuskim, węgierskim, niemieckim i angielskim. Preferowała grę na kortach twardych. Lubi słuchać muzyki i grać w piłkę ręczną. Jej ulubioną piosenkarką jest Pink.

## Historia występów wielkoszlemowych
Legenda
     W, wygrany turniej
     F, przegrana w finale
     SF, przegrana w półfinale
     QF, przegrana w ćwierćfinale
     xR, przegrana w x rundzie
     Qx, przegrana w x rundzie kwalifikacji
     A, brak startu

### Występy w grze pojedynczej
| Australian Open        | A   | A   | Q1  | A   | Q3  | 2R | A  | 1R | 1R  | A   | A   | A  | 3R | 2R | 3R | A   | 3R  | A   | 0 / 7  | 8 – 7   |  |  |  |  |  |  |
| French Open            | A   | A   | A   | A   | 2R  | 2R | 2R | 2R | A   | A   | Q1  | 2R | SF | QF | SF | A   | Q2  | A   | 0 / 8  | 19 – 8  |  |  |  |  |  |  |
| Wimbledon              | A   | A   | A   | A   | 1R  | 2R | 2R | 1R | A   | A   | Q2  | 2R | QF | 3R | 3R | A   | 1R  | A   | 0 / 9  | 11 – 9  |  |  |  |  |  |  |
| US Open                | A   | A   | A   | A   | 1R  | 3R | 2R | 1R | A   | 1R  | A   | 2R | 1R | 2R | A  | 1R  | 1R  | A   | 0 / 10 | 5 – 10  |  |  |  |  |  |  |
|                        |     |     |     |     |     |    |    |    |     |     |     |    |    |    |    |     |     |     |        |         |  |  |  |  |  |  |
| Ranking na koniec roku | 455 | 247 | 392 | 121 | 123 | 53 | 54 | 51 | 242 | 185 | 285 | 48 | 12 | 15 | 39 | 241 | 125 | 300 | 0 / 34 | 43 – 34 |  |  |  |  |  |  |

### Występy w grze podwójnej
| Australian Open        | A | A   | A   | A   | A   | A   | A   | 2R | 2R  | A   | A   | A   | 1R  | A   | A   | A  | 1R  | A   | 0 / 4  | 2 – 4   |  |  |  |  |  |  |  |
| French Open            | A | A   | A   | A   | A   | 2R  | A   | 1R | A   | A   | A   | A   | 2R  | A   | A   | A  | A   | A   | 0 / 3  | 2 – 3   |  |  |  |  |  |  |  |
| Wimbledon              | A | A   | A   | A   | A   | 1R  | A   | 2R | A   | A   | A   | Q2  | 1R  | A   | A   | A  | 1R  | A   | 0 / 4  | 1 – 4   |  |  |  |  |  |  |  |
| US Open                | A | A   | A   | A   | A   | 1R  | 1R  | 3R | A   | A   | A   | 1R  | 2R  | A   | A   | 3R | A   | A   | 0 / 6  | 5 – 6   |  |  |  |  |  |  |  |
|                        |   |     |     |     |     |     |     |    |     |     |     |     |     |     |     |    |     |     |        |         |  |  |  |  |  |  |  |
| Ranking na koniec roku | – | 584 | 393 | 241 | 171 | 180 | 107 | 37 | 347 | 125 | 531 | 138 | 143 | 208 | 181 | 93 | 155 | 280 | 0 / 17 | 10 – 17 |  |  |  |  |  |  |  |

### Występy w grze mieszanej
| Australian Open | A | A | A | A | A | A | A | A  | A | A | A | A | A | A | A | A | 1R | A | 0 / 1 | 0 – 1 |  |  |  |  |  |  |  |
| French Open     | A | A | A | A | A | A | A | A  | A | A | A | A | A | A | A | A | A  | A | 0 / 0 | 0 – 0 |  |  |  |  |  |  |  |
| Wimbledon       | A | A | A | A | A | A | A | 1R | A | A | A | A | A | A | A | A | A  | A | 0 / 1 | 0 – 1 |  |  |  |  |  |  |  |
| US Open         | A | A | A | A | A | A | A | 1R | A | A | A | A | A | A | A | A | A  | A | 0 / 1 | 0 – 1 |  |  |  |  |  |  |  |
|                 |   |   |   |   |   |   |   |    |   |   |   |   |   |   |   |   |    |   |       |       |  |  |  |  |  |  |  |
|                 |   |   |   |   |   |   |   |    |   |   |   |   |   |   |   |   |    |   | 0 / 3 | 0 – 3 |  |  |  |  |  |  |  |

## Finały turniejów WTA
| Legenda                     | Legenda |
| --------------------------- | ------- |
| Wielki Szlem                |         |
| Igrzyska olimpijskie        |         |
| WTA Tour Championships      |         |
| 2009 – 2020                 |         |
| WTA Premier Mandatory       |         |
| WTA Premier 5               |         |
| WTA Premier                 |         |
| WTA International Series    |         |
| WTA 125K series (2012–2020) |         |

### Gra pojedyncza 7 (4–3)
| Końcowy wynik | Nr | Data                 | Turniej     | Nawierzchnia  | Przeciwniczka    | Wynik finału  |
| ------------- | -- | -------------------- | ----------- | ------------- | ---------------- | ------------- |
| Zwyciężczyni  | 1. | 25 października 2009 | Luksemburg  | Twarda (hala) | Sabine Lisicki   | 6:2, 7:5      |
| Finalistka    | 1. | 25 lipca 2010        | Bad Gastein | Ceglana       | Julia Görges     | 1:6, 4:6      |
| Finalistka    | 2. | 10 stycznia 2015     | Shenzhen    | Twarda        | Simona Halep     | 2:6, 2:6      |
| Zwyciężczyni  | 2. | 28 lutego 2015       | Acapulco    | Twarda        | Caroline Garcia  | 6:3, 6:0      |
| Zwyciężczyni  | 3. | 8 marca 2015         | Monterrey   | Twarda        | Caroline Garcia  | 4:6, 6:2, 6:4 |
| Finalistka    | 3. | 11 października 2015 | Pekin       | Twarda        | Garbiñe Muguruza | 5:7, 4:6      |
| Zwyciężczyni  | 4. | 30 kwietnia 2016     | Rabat       | Ceglana       | Marina Erakovic  | 6:2, 6:1      |

### Gra podwójna 10 (5–5)
| Końcowy wynik | Nr | Data                 | Turniej        | Nawierzchnia  | Partnerka         | Przeciwniczki                             | Wynik finału      |
| ------------- | -- | -------------------- | -------------- | ------------- | ----------------- | ----------------------------------------- | ----------------- |
| Finalistka    | 1. | 12 kwietnia 2010     | Barcelona      | Ceglana       | Tathiana Garbin   | Sara Errani Roberta Vinci                 | 1:6, 6:3, 2–10    |
| Zwyciężczyni  | 1. | 12 lipca 2010        | Budapeszt      | Ceglana       | Tathiana Garbin   | Sorana Cîrstea Anabel Medina Garrigues    | 6:3, 6:3          |
| Zwyciężczyni  | 2. | 19 lipca 2010        | Praga          | Ceglana       | Tathiana Garbin   | Monica Niculescu Ágnes Szávay             | 7:5, 7:6(4)       |
| Finalistka    | 2. | 25 lipca 2010        | Bad Gastein    | Ceglana       | Tathiana Garbin   | Lucie Hradecká Anabel Medina Garrigues    | 7:6(2), 1:6, 5–10 |
| Zwyciężczyni  | 3. | 24 października 2010 | Luksemburg     | Twarda (hala) | Tathiana Garbin   | Iveta Benešová Barbora Záhlavová-Strýcová | 6:4, 6:4          |
| Zwyciężczyni  | 4. | 18 października 2014 | Luksemburg     | Twarda (hala) | Kristina Barrois  | Lucie Hradecká Barbora Krejčíková         | 3:6, 6:4, 10–4    |
| Finalistka    | 3. | 14 sierpnia 2016     | Rio de Janeiro | Twarda        | Martina Hingis    | Jekatierina Makarowa Jelena Wiesnina      | 4:6, 4:6          |
| Finalistka    | 4. | 16 kwietnia 2017     | Biel           | Twarda (hala) | Martina Hingis    | Hsieh Su-wei Monica Niculescu             | 7:5, 3:6, 7–10    |
| Zwyciężczyni  | 5. | 4 lutego 2018        | Petersburg     | Twarda (hala) | Wiera Zwonariowa  | Ałła Kudriawcewa Katarina Srebotnik       | 2:6, 6:1, 10–3    |
| Finalistka    | 5. | 22 lipca 2018        | Gstaad         | Ceglana       | Lara Arruabarrena | Alexa Guarachi Desirae Krawczyk           | 6:4, 4:6, 6–10    |

## Finały turniejów WTA 125K series

### Gra podwójna 2 (1–1)
| Końcowy wynik | Nr | Data              | Turniej | Nawierzchnia  | Partnerka        | Przeciwniczki                              | Wynik finału      |
| ------------- | -- | ----------------- | ------- | ------------- | ---------------- | ------------------------------------------ | ----------------- |
| Finalistka    | 1. | 11 listopada 2018 | Limoges | Twarda (hala) | Wiera Zwonariowa | Wieronika Kudiermietowa Galina Woskobojewa | 5:7, 4:6          |
| Zwyciężczyni  | 1. | 9 czerwca 2019    | Bol     | Ceglana       | Mandy Minella    | Cornelia Lister Renata Voráčová            | 0:6, 7:6(3), 10-4 |

## Występy w Turnieju WTA Elite Trophy

### W grze pojedynczej
| Rok  | Rezultat     | Przeciwniczka           | Wynik             |
| 2016 | Faza grupowa | Tímea Babos Zhang Shuai | 6:4, 6:2 1:6, 1:6 |

## Finały turniejów rangi ITF
| turnieje z pulą nagród 100 000 $   |
| turnieje z pulą nagród 75/80 000 $ |
| turnieje z pulą nagród 50/60 000 $ |
| turnieje z pulą nagród 25 000 $    |
| turnieje z pulą nagród 15 000 $    |
| turnieje z pulą nagród 10 000 $    |

### Gra pojedyncza 20 (13–7)
| Rezultat     |     | Data       | Turniej                    | ($)     | Naw.            | Przeciwniczka            | Wynik            |
| Zwyciężczyni | 1.  | 10/08/2003 | Wrexham                    | 10 000  | Twarda          | Karen Paterson           | 6:0, 6:3         |
| Zwyciężczyni | 2.  | 11/04/2004 | Dinan                      | 50 000  | Ceglana (hala)  | Cippora Obziler          | 6:2, 6:1         |
| Zwyciężczyni | 3.  | 15/08/2004 | Martina Franca             | 25 000  | Twarda          | Bahijja Muhtasin         | 6:4, 6:4         |
| Finalistka   | 1.  | 17/04/2005 | Biarritz                   | 25 000  | Ceglana         | Martina Müller           | 6:4, 6:7(2), 2:6 |
| Zwyciężczyni | 4.  | 09/04/2006 | Dinan                      | 75 000  | Ceglana (hala)  | Jarosława Szwiedowa      | 4:6, 7:5, 6:2    |
| Zwyciężczyni | 5.  | 21/05/2006 | Saint-Gaudens              | 50 000  | Twarda          | Ivana Abramović          | 7:5, 6:4         |
| Zwyciężczyni | 6.  | 29/04/2007 | Cagnes-sur-Mer             | 100 000 | Twarda          | Tatjana Malek            | 6:4, 6:1         |
| Zwyciężczyni | 7.  | 08/07/2012 | Rovereto                   | 15 000  | Ceglana         | Anne Schäfer             | 6:0, 6:2         |
| Zwyciężczyni | 8.  | 16/09/2012 | Mont-de-Marsan             | 25 000  | Ceglana         | Teliana Pereira          | 6:2, 3:6, 6:2    |
| Zwyciężczyni | 9.  | 28/10/2012 | Brasília                   | 25 000  | Ceglana         | Raluca Olaru             | 7:5, 6:2         |
| Finalistka   | 2.  | 23/02/2013 | Kreuzlingen                | 10 000  | Dywanowa (hala) | Jekatierina Aleksandrowa | 4:6, 3:6         |
| Zwyciężczyni | 10. | 21/07/2013 | Contrexeville              | 50 000  | Ceglana         | Beatriz García Vidagany  | 6:1, 6:1         |
| Finalistka   | 3.  | 10/11/2013 | Équeurdreville-Hainneville | 25 000  | Twarda (hala)   | Amandine Hesse           | 6:7(5), 6:3, 4:6 |
| Zwyciężczyni | 11. | 26/01/2014 | Andrézieux-Bouthéon        | 25 000  | Twarda          | Ysaline Bonaventure      | 6:1, 6:1         |
| Zwyciężczyni | 12. | 16/02/2014 | Tallinn                    | 15 000  | Twarda          | Anett Kontaveit          | 6:3, 6:3         |
| Finalistka   | 4.  | 22/02/2014 | Kreuzlingen                | 25 000  | Dywanowa (hala) | Michaëlla Krajicek       | 4:6, 6:7(5)      |
| Finalistka   | 5.  | 11/05/2014 | Cagnes-sur-Mer             | 100 000 | Ceglana         | Sharon Fichman           | 2:6, 2:6         |
| Finalistka   | 6.  | 15/06/2014 | Nottingham                 | 50 000  | Trawiasta       | Jarmila Gajdošová        | 2:6, 2:6         |
| Finalistka   | 7.  | 16/09/2018 | Biarritz                   | 80 000  | Ceglana         | Tamara Korpatsch         | 2:6, 5:7         |
| Zwyciężczyni | 13. | 04/11/2018 | Nantes                     | 25 000  | Twarda (hala)   | Amandine Hesse           | 6:4, 3:6, 6:1    |

### Gra podwójna 22 (14–8)
| Rezultat     |     | Data       | Turniej                    | ($)     | Naw.            | Partnerka            | Przeciwniczki                                 | Wynik             |
| Finalistka   | 1.  | 17/04/2005 | Biarritz                   | 25 000  | Ceglana         | Aurélie Védy         | Stéphanie Cohen-Aloro Salima Safar            | 2:6, 1:6          |
| Zwyciężczyni | 1.  | 22/11/2005 | Zawada                     | 25 000  | Dywanowa (hala) | Nadzieja Astrouskaja | Lucie Hradecká Gabriela Navrátilová           | 6:4, 7:6(5)       |
| Zwyciężczyni | 2.  | 19/02/2006 | Sztokholm                  | 25 000  | Twarda (hala)   | Aurélie Védy         | Surina de Beer Anne Keothavong                | 6:4, 6:4          |
| Zwyciężczyni | 3.  | 29/04/2007 | Cagnes-sur-Mer             | 100 000 | Twarda          | Aurélie Védy         | Katarína Kachlíková Anastasija Pawluczenkowa  | 7:5, 7:5          |
| Finalistka   | 2.  | 09/09/2007 | Denain                     | 75 000  | Ceglana         | Karolina Kosińska    | Eva Hrdinová Marie-Ève Pelletier              | 3:6, 2:6          |
| Zwyciężczyni | 4.  | 12/09/2007 | Bordeaux                   | 100 000 | Twarda          | Sandra Klösel        | Alisa Klejbanowa Nathalie Viérin              | 7:6(2), 6:4       |
| Finalistka   | 3.  | 14/06/2009 | Marsylia                   | 100 000 | Ceglana         | Jelena Bowina        | Tathiana Garbin María Emilia Salerni          | 7:6(4), 3:6, 7–10 |
| Zwyciężczyni | 5.  | 20/09/2009 | Sofia                      | 100 000 | Ceglana         | Tathiana Garbin      | Polona Hercog Petra Martić                    | 6:2, 7:6(4)       |
| Zwyciężczyni | 6.  | 27/09/2009 | Saint-Malo                 | 100 000 | Ceglana         | Tathiana Garbin      | Andreja Klepač Aurélie Védy                   | 6:3, krecz        |
| Finalistka   | 4.  | 04/10/2009 | Ateny                      | 100 000 | Twarda          | Tathiana Garbin      | Eleni Daniilidu Jasmin Wöhr                   | 2:6, 7:5, 4–10    |
| Zwyciężczyni | 7.  | 31/10/2009 | Urtijëi                    | 100 000 | Dywanowa (hala) | Tathiana Garbin      | Galina Woskobojewa Barbora Záhlavová-Strýcová | 6:2, 6:2          |
| Zwyciężczyni | 8.  | 17/10/2010 | Torhout                    | 100 000 | Twarda (hala)   | Tathiana Garbin      | Michaëlla Krajicek Yanina Wickmayer           | 6:4, 6:2          |
| Finalistka   | 5.  | 29/07/2012 | Contamines-Montjoie        | 25 000  | Twarda          | Estelle Guisard      | Conny Perrin Maša Zec Peškirič                | 6:2, 4:6, 5–10    |
| Zwyciężczyni | 9.  | 16/09/2012 | Mont-de-Marsan             | 25 000  | Ceglana         | Mihaela Buzărnescu   | Aleksandrina Najdenowa Teliana Pereira        | 6:4, 6:1          |
| Zwyciężczyni | 10. | 11/10/2012 | Suzhou                     | 100 000 | Twarda          | Caroline Garcia      | Yang Zhaoxuan Zhao Yi-jing                    | 7:5, 6:3          |
| Finalistka   | 6.  | 28/10/2012 | Brasília                   | 25 000  | Ceglana         | Julia Cohen          | Elena Bogdan Raluca Olaru                     | 3:6, 6:3, 8–10    |
| Zwyciężczyni | 11. | 23/02/2013 | Kreuzlingen                | 10 000  | Dywanowa (hala) | Xenia Knoll          | Matea Mežak Silvia Njirić                     | 6:3, 6:2          |
| Zwyciężczyni | 12. | 04/10/2013 | Budapeszt                  | 25 000  | Ceglana         | Xenia Knoll          | Réka Luca Jani Weronika Kapszaj               | 7:6(3), 6:2       |
| Zwyciężczyni | 13. | 09/11/2013 | Équeurdreville-Hainneville | 25 000  | Twarda (hala)   | Kristina Barrois     | Diāna Marcinkēviča Eva Wacanno                | 6:4, 6:3          |
| Zwyciężczyni | 14. | 23/11/2013 | Szarm el-Szejk             | 75 000  | Ceglana         | Kristina Barrois     | Anna Morgina Kateřina Siniaková               | 6:7(5), 6:0, 10–4 |
| Finalistka   | 7.  | 25/01/2014 | Andrézieux-Bouthéon        | 25 000  | Twarda          | Kristina Barrois     | Julija Bejhelzimer Kateryna Kozłowa           | 3:6, 6:3, 8–10    |
| Finalistka   | 8.  | 09/03/2014 | Preston                    | 25 000  | Twarda (hala)   | Kristina Barrois     | Tara Moore Marta Sirotkina                    | 6:1, 1:6, 11–13   |

## Występy w igrzyskach olimpijskich

### Gra pojedyncza
| Runda                                                                                    | Przeciwniczka                         | Wynik               |  |
| ---------------------------------------------------------------------------------------- | ------------------------------------- | ------------------- |  |
|                                                                                          |                                       |                     |  |
| Letnie Igrzyska Olimpijskie w Pekinie 2008, reprezentując państwo Szwajcaria             |                                       |                     |  |
| I runda                                                                                  | Stany Zjednoczone: Venus Williams [7] | 3:6, 2:6            |  |
| Letnie Igrzyska Olimpijskie w Rio de Janeiro 2016, reprezentując państwo Szwajcaria [12] |                                       |                     |  |
| I runda                                                                                  | Chiny Zhang Shuai                     | 7:6(4), 4:6, 6:7(7) |  |

### Gra podwójna
| Runda                                                                               | Partnerka          | Przeciwniczki                                             | Wynik            |
| ----------------------------------------------------------------------------------- | ------------------ | --------------------------------------------------------- | ---------------- |
|                                                                                     |                    |                                                           |                  |
| Letnie Igrzyska Olimpijskie w Rio de Janeiro 2016, reprezentując państwo Szwajcaria |                    |                                                           |                  |
| I runda                                                                             | Martina Hingis [5] | Australia: Darja Gawriłowa, Samantha Stosur               | 6:4, 4:6, 6:2    |
| II runda                                                                            | Martina Hingis [5] | Stany Zjednoczone: Bethanie Mattek-Sands, Coco Vandeweghe | 6:4, 6:4         |
| Ćwierćfinał                                                                         | Martina Hingis [5] | Chińskie Tajpej: Chan Hao-ching, Chan Yung-jan [3]        | 6:3, 6:0         |
| Półfinał                                                                            | Martina Hingis [5] | Czechy: Andrea Hlaváčková, Lucie Hradecká [6]             | 5:7, 7:6(3), 6:2 |
| O złoty medal                                                                       | Martina Hingis [5] | Rosja: Jekatierina Makarowa, Jelena Wiesnina [7]          | 4:6, 4:6         |

## Historia juniorskich występów wielkoszlemowych

### Występy w grze pojedynczej
| Turniej         | 2006 | 2005 | 2004 | 2003 | 2002 |
| --------------- | ---- | ---- | ---- | ---- | ---- |
| Australian Open | 3R   | SF   | SF   | –    | –    |
| French Open     | 1R   | QF   | SF   | 3R   | 1R   |
| Wimbledon       | –    | –    | –    | 2R   | –    |
| US Open         | –    | –    | 3R   | 1R   | –    |